# 秋田県立野球場

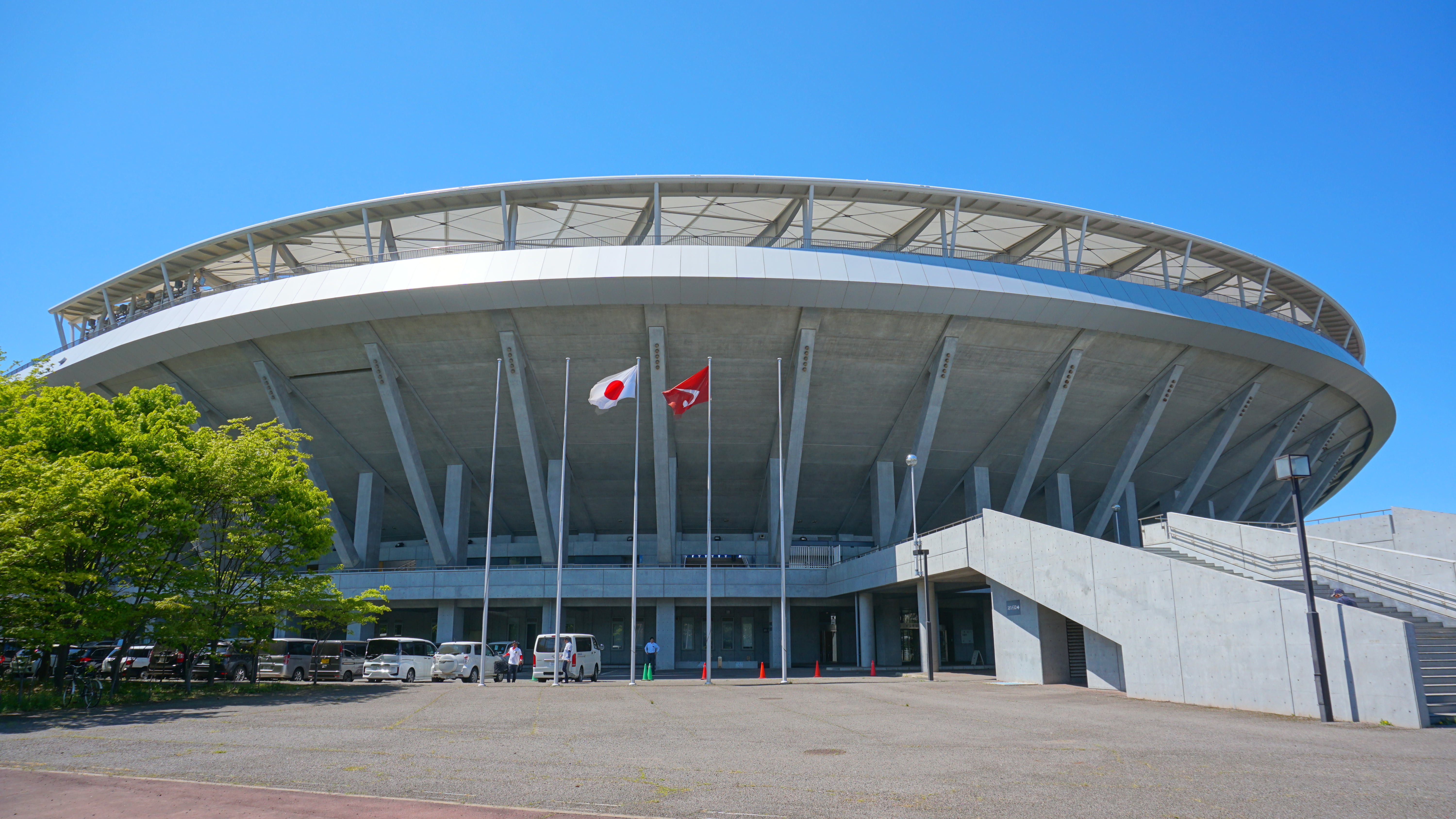
入口正面

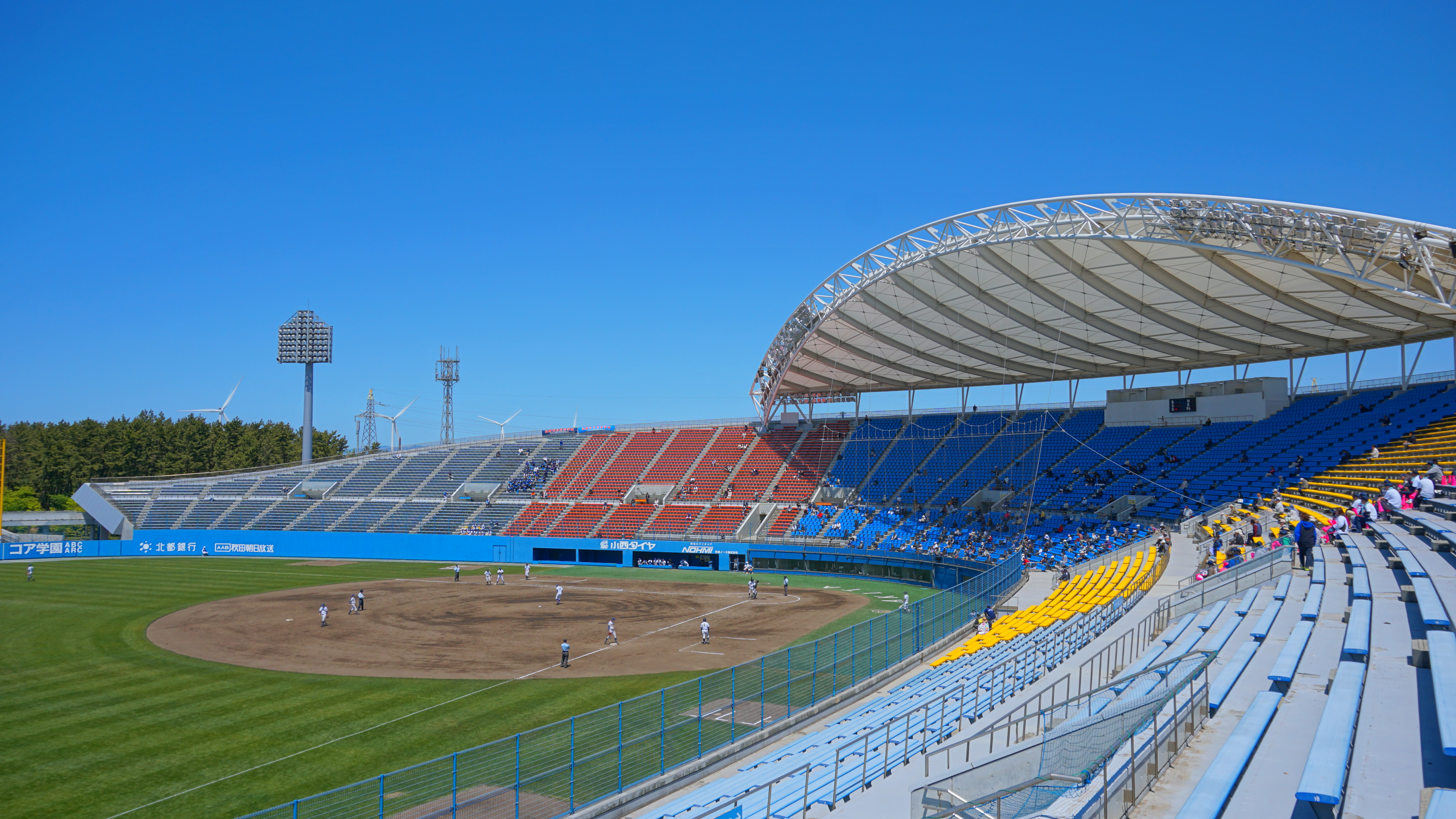
米粒をモチーフとした膜屋根が掛かる内野スタンド

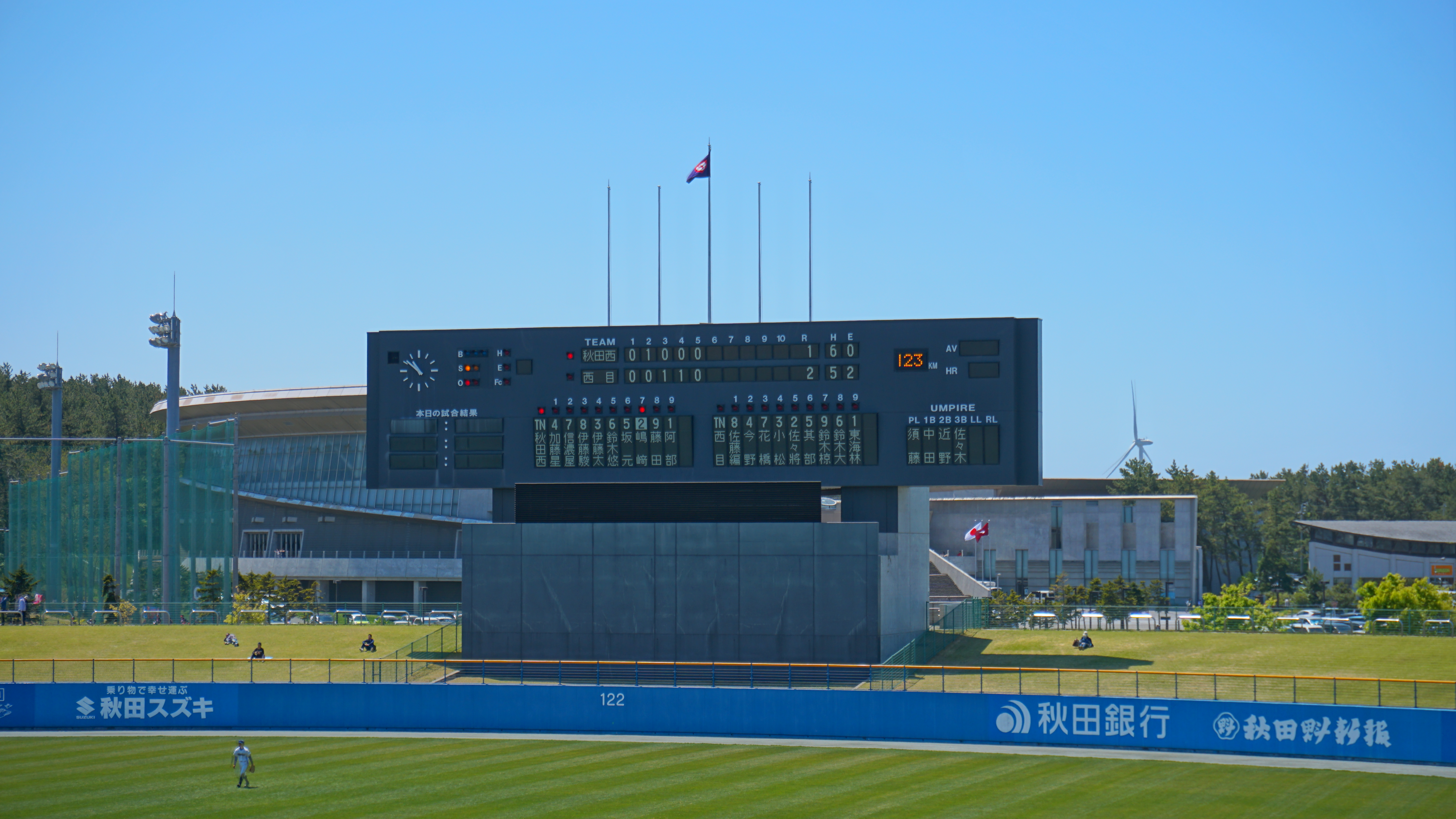
開場以来の磁気反転式スコアボード。

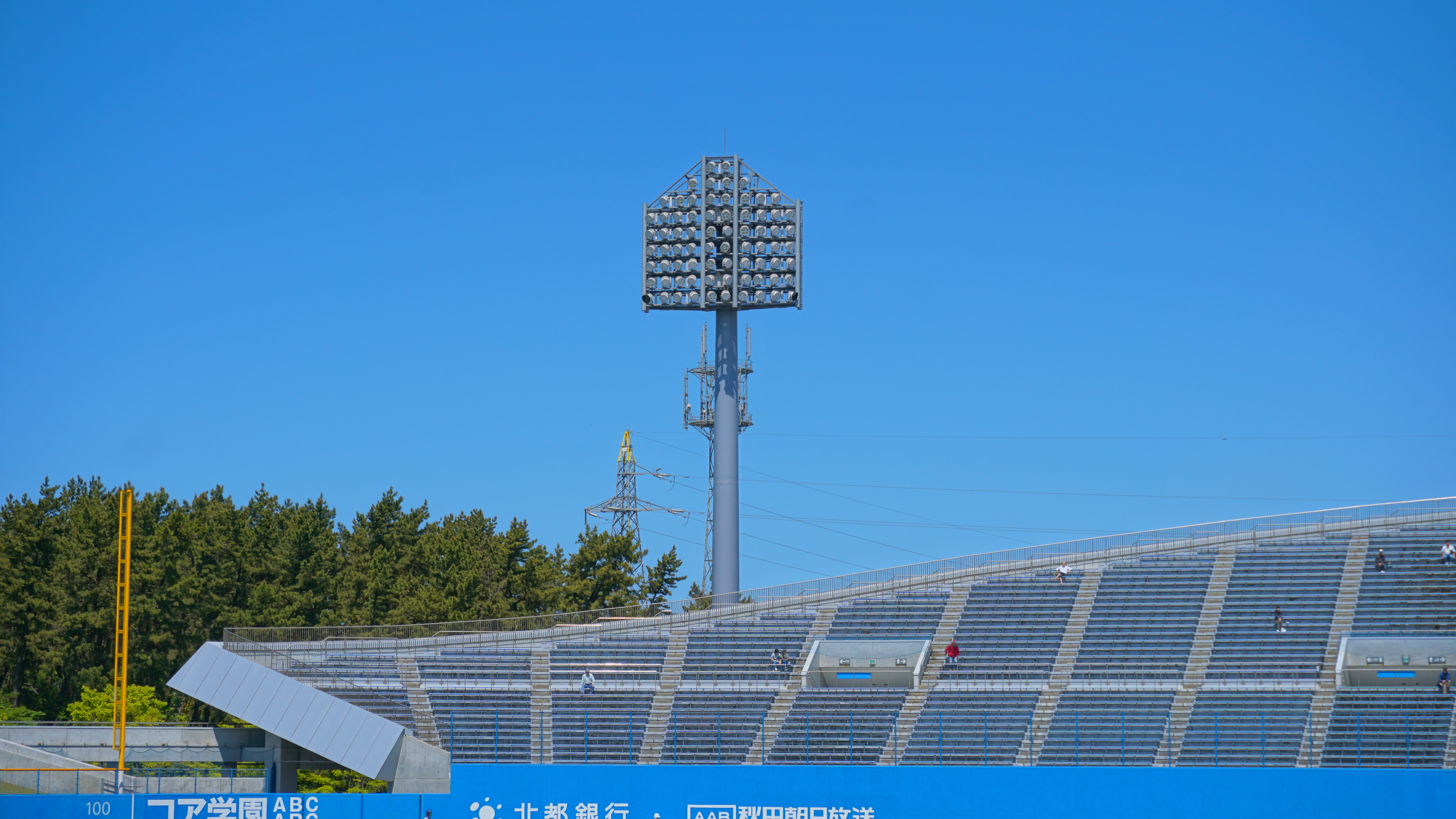
一塁側内野スタンドと照明塔。縦長にサーチライトが組まれた照明塔は竿灯を模しており、2018年の改修工事で灯具配置が変更された。

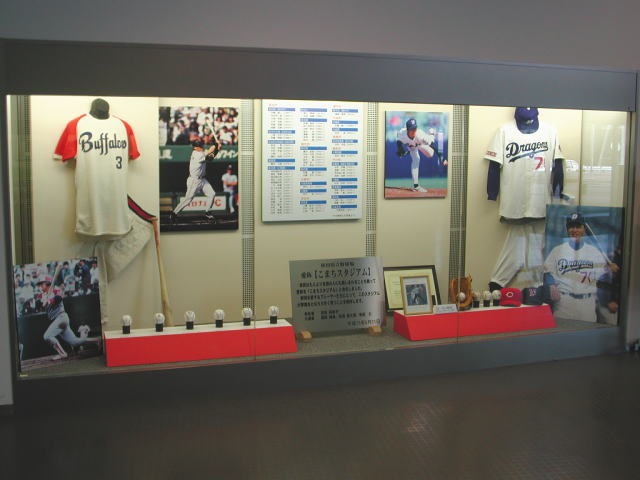
正面ロビーには、秋田県出身のプロ野球選手と、高校野球の歴代優勝校に関する展示がある

秋田県立野球場（あきたけんりつやきゅうじょう）は、秋田県秋田市新屋（通称向浜）にある野球場。愛称はこまちスタジアム。施設は秋田県が所有し、県の外郭団体である秋田県総合公社が指定管理者として運営管理を行っている。
メインスタンドのネット裏を覆う、米粒を模した白い膜屋根と、秋田を代表する祭りである竿燈をイメージした4基の照明塔が特徴的な球場である。

## 歴史
秋田市内には秋田市八橋運動公園硬式野球場（現・さきがけ八橋球場）（1941年完成）と秋田県営手形球場（1950年完成）の野球場があり、手形球場 に替わる野球場として1972年に秋田県立球場が竣工・開業した後は、共に県内の社会人、大学、高校などアマチュア公式戦等で使用され、また八橋球場ではプロ野球公式戦も開催されていた。しかしいずれも老朽化して設備不備が目立つようになり、また狭隘な敷地に建っているため、大規模な増築やナイター用の照明設備の増設が難しかったことから、移転新築を望む声が寄せられていた。
県立球場は築30年弱であったにもかかわらず、八橋球場と比較して維持管理が行き届いていなかったなど問題点が多かったことから、県は県立球場を移転し、新たにプロ野球公式戦が開催可能な設備を有する野球場として新築する方針を固めた。尚、旧県立球場は2002年を以って閉場し取り壊され、跡地は秋田県立武道館の建設用地となった。一方、八橋球場は改修工事を行いながら現在も存続している。
現在の県立野球場は2003年3月、旧球場から約500m西側の向浜スポーツゾーン内に完成。移転と同時に施設名称も「秋田県立球場」から「秋田県立野球場」に改称された。愛称「こまちスタジアム」は公募により決定した。「こまち」は湯沢市に伝わる小野小町生誕に関する伝説や、県特産の米「あきたこまち」に因んでいる。こまちスタジアムは旧県立球場や八橋球場と同様、県内の社会人、大学、高校などの公式戦などで使用され、名実ともに秋田県を代表する県下最大の野球場である。
2016年5月に金属片の落下が確認されたことから、翌6月に詳細な調査が行われた結果、潮風や雨水によってナイター設備に腐食が見つかり、2017年6月から改修工事を実施。本工事では他に、観客席の膜屋根改修工事とグラウンド改修工事（芝張替・土入替）も併せて行われた。この結果、2018年はプロ野球の公式戦が開催されない事となった。2018年8月11日、12日にイースタン・リーグ公式戦東北楽天ゴールデンイーグルス対北海道日本ハムファイターズ戦が開催された。
そのプロ野球公式戦であるが、当球場が開場した2003年シーズンより八橋球場からこまちスタジアムでの開催に移行した。初の公式戦は6月21日のセントラル・リーグ公式戦・広島東洋カープ対中日ドラゴンズ15回戦（翌22日も同カードで、2戦とも広島の勝利。いずれもデーゲーム）。同日、広島・前田智徳が中日・平井正史から球場第1号本塁打を放った。ナイター開きは同年7月12日のヤクルトスワローズ対横浜ベイスターズ17回戦（13日の同カードはデーゲーム。尚、試合は2戦ともヤクルトの勝利）。
また2006年7月8日・9日には東京ヤクルトスワローズ対阪神タイガース2連戦が行われ、タイガースが実に53年ぶりに秋田で公式戦を行った他、同年9月12日には読売ジャイアンツ（巨人）対中日ドラゴンズ21回戦が行われた。巨人が秋田県内で公式戦を行ったのは1951年8月3日に秋田県営手形野球場（現在の秋田大学野球場）で大洋ホエールズを相手に試合を行って以来、55年ぶりであった。しかし試合は10－2で中日が圧勝し、巨人は55年ぶりの秋田でのホームゲームは黒星に終わった。
一方パシフィック・リーグ公式戦は、2006年に東北楽天ゴールデンイーグルスが球団創設後初の秋田での公式戦を2連戦で開催して以降、2009年からは岩手県盛岡市の岩手県営野球場との2連戦形式で毎年1試合を開催している（2009年は雨天中止。その他詳細は後述）が、2018-2021年度は秋田での主催カードは行われなかった。2022年は北海道日本ハムファイターズ戦が5年ぶりに6月21日に行われた。（詳細後述）

## 主なエピソード

### 旧県立球場唯一のプロ野球公式戦
こまちスタジアム完成以前は、上記の通り八橋球場でプロ野球が開催されていたが、1990年5月のロッテオリオンズ対近鉄バファローズ2連戦は、旧県立球場で開催された。これは同年、八橋球場が改修工事を行うのに伴い1年間閉鎖されていたことによる代替措置。なお、この旧県立球場でプロ野球が開催されたのはこの1990年が唯一である。

### 球界再編、楽天と秋田県
2004年、東北地方に本拠地を置く球団の新規参入の経緯については、プロ野球再編問題 (2004年)を参照。
最初に宮城県仙台市を本拠地とする新球団「仙台ライブドアフェニックス」を設立する構想を表明したライブドア社長の堀江貴文（当時）は「新球団の二軍本拠地を、秋田に置くことを検討したい」と明言。こまちスタジアムを二軍の本拠地及び一軍の地方試合開催球場として使用する可能性を示唆した。また、これに続いて仙台を本拠地とする新球団「東北楽天ゴールデンイーグルス」の設立構想を発表した楽天社長の三木谷浩史も「東北6県をホームグラウンドとしたい。新球団の試合を秋田でも数試合行いたいと考えている」と明言し、こまちスタジアム他東北各地でも公式戦を開催したい意向を表明した。
参入を果たしたのは後者の楽天だった。楽天側は早速、翌2005年の秋田県内での公式戦開催を目指して、県内メディア各社に公式戦開催時の興行主のオファーを出した。カードは対オリックス・バファローズ戦とし、開催日を7月12日（火曜日。翌7月13日は岩手県営野球場）に設定した。ところが、秋田県側からは「既に別カード（ヤクルトスワローズ対横浜ベイスターズ）の開催を予定しており、年に2カードは難しい」（秋田テレビ）、「平日のナイターは開催実績がなく、収益性や集客力については未知数なところが多い」（その他各社）など、同意を得ることができなかったことから開催を見合わせることとなった。このため2005年、楽天の公式戦は本拠地の宮城県をはじめとする東北地方4県では開催されたものの、プロ公式戦開催に見合う施設を有さない青森県と、この秋田県の2県では開催されなかった。
ただ秋田県内では、こまちスタジアムがありながら楽天の公式戦が行われなかった事で、公式戦開催の待望論がより強くなりつつあった。楽天側はこれを受けて同年秋、米田純球団代表が秋田市を訪問した折に「翌2006年シーズンは地元側で興行主が見つからない場合でも、球団の自主興行によって公式戦を開催したい」という意向を表明した。こうして2006年8月8日・8月9日に、県内初の楽天主催の公式戦として対千葉ロッテマリーンズ2連戦が楽天野球団の主催、秋田魁新報社と秋田朝日放送の協賛により開催されることになった。しかし地元の興行主が付かなかったため、運営面のほとんどを球団独自で取り仕切らねばならなかった上、PR不足も重なって試合当日の出足は伸びず、有料入場者は8日が7,069人、9日も9,024人と期待に反する動員数に終わり、試合も2-5、5-11とロッテに連勝を許した。
楽天は2007年シーズンも、青森県を除く東北4県で一軍公式戦を開催するため地元興行主との交渉を進めたものの、採算面などで合意に達しなかった。また自主興行による開催も採算面での不安があることから、1月下旬までに同年は秋田県、青森県、山形県の3県では一軍公式戦を開催しない方針を決め、2008年も秋田での開催は見送られた。
2009年7月29日、3年ぶりとなる対埼玉西武ライオンズ戦が組まれ、同年以降は楽天野球団と秋田朝日放送が共同で主催する運営形式が取られることになった。当日は強い雨に見舞われたが、主催者側は天候の回復を待って強行開催する策を取り、予定通り開場してスタンドに観客を入場させた。ところがグラウンドは雨水が浮くなど状態が劣悪な上、雨は降り止むどころか雨脚が一層強くなるなど開催は困難と判断され、結局午後6時12分に中止となった。中止決定後、楽天監督の野村克也は「（試合が）出来る訳が無いのに待たされて、選手が怪我するかもしれないし、お客さんも気の毒。50年プロでやってきて、こんなのは初めてや。金儲けの事しか考えていない」と苛立ちをあらわにし、西武監督の渡辺久信も「20数年やってきて初めてのこと。（開始を待つ間）現場は文句を言っていればいいが、ファンはそういうわけにはいかない」と地元ファンに同情した。
2010年8月24日に開催された対北海道日本ハムファイターズ18回戦は、秋田では実に4年ぶりの開催となった。試合は4-1で楽天が勝利し、球団創設6シーズン目にして秋田での初勝利を挙げた。
2011年以降も2017年まで年に1試合（岩手県営野球場と併せての2連戦のうちの1試合として）、楽天主催試合を開催している。このうち2017年度の開催は、当初前述の工事やアクセス面の問題から同じ秋田市内の秋田市八橋運動公園硬式野球場（さきがけ八橋球場）に変更された が、さきがけ八橋球場の安全面（仮設する予定だった防球ネットの設置個所）に問題があり、結局同日にこまちスタジアムでナイトゲームとして開催されることになった。
2020年からは、共催団体を秋田朝日放送から秋田テレビに変更。同年5月19日には、新たな共催体制の下で、北海道日本ハムファイターズとのナイトゲームが18:00から組まれていた。楽天主催のカードとしては3年振りに当球場の使用を予定していたが、2020年の初頭から日本国内で新型コロナウイルス感染症の流行が拡大していたことを受けて中止。2021年にも同様の事情で開催を見送った結果、実際の開催は2022年6月21日にまで持ち越された。なお、2022年の開催に際しては、地元秋田県潟上市出身で、秋田県立金足農業高等学校への在学中に全国高等学校野球選手権秋田大会などで当球場を使用していた吉田輝星が日本ハムの先発投手として登板。当球場での登板が2019年の日本ハム入団後初めてであり、試合の前夜（6月20日）に日本ハムから先発登板を予告されていたこともあり、有料入場者の総数は17,128人に達し、外野の芝生席まで満員になるほどの盛況であった。この影響で、試合中には一時、wi-fiを介した場内からのインターネットに支障を来すほどの通信障害が球場の界隈で発生している。2023年の５月8日にはオリックスとの試合が行われた。

### ヤクルトと秋田県
秋田テレビは八橋球場における千葉ロッテマリーンズ戦を主催していたが、同社は2003年の当球場竣工以降、東京ヤクルトスワローズ戦を開催するようになった。これはヤクルトが同社のキー局にあたるフジテレビジョンと資本関係を有している事などが影響しているといわれる。またヤクルトには秋田市出身の石川雅規投手が在籍しており、以前には同じく秋田市出身の鎌田祐哉投手も在籍していたという縁もある。同カードは通常土曜・日曜の2連戦で編成され、土曜日がナイター、日曜日がデーゲームで行われている。
秋田テレビは毎年ヤクルト戦の開催に合わせ、ヤクルト球団・サークルKサンクスと共同で鎌田・石川両名をはじめとするヤクルト主力選手をモチーフにした弁当を企画するなど、誘客に積極的な姿勢を見せている。しかし2009年、球団側が7月14日（火曜日）・7月15日（水曜日）に対読売ジャイアンツの平日ナイター2連戦の開催を打診したものの、ちょうど全国高等学校野球選手権秋田大会の開催時期と重複することが判明し、秋田県側の調整も不調に終わったことから開催は見送られ、この2連戦は初日が福島県営あづま球場、2日目が明治神宮野球場の変則日程に変更された。
2010年は7月3日・7月4日の土日2連戦で対中日ドラゴンズ戦が開催された。試合編成は従来通り3日がナイター、4日がデーゲーム。3日の10回戦では先発の石川が7回途中まで2失点にまとめるなど好投し、4日の11回戦では青木宣親がセ・リーグ史上最速となる通算1000本安打を達成した。
2012年は5月12日・5月13日の土日に対読売ジャイアンツ戦が開催された。13日の8回戦では巨人が5-1で勝利し、秋田県では61年ぶりとなる勝利を挙げた（12日の7回戦は引き分け）。
2013年は8月10日・8月11日の土日に対横浜DeNA2連戦が両日とも17:00開始の薄暮（準ナイター）で開催され、11日は秋田県出身の壇蜜が始球式を行った。また、同年より秋田県出身の石山泰稚投手と藤田太陽投手がヤクルトに在籍しており、10日は石山が（11回表の1イニングを投げ切った後で、その裏にサヨナラ勝ちして勝利投手）、11日は藤田が凱旋登板した。
2014年は6月28日土曜日に対巨人戦が開催された。翌日の6月29日日曜日にも同カードが開催される予定だったが、悪天候のため試合前に中止となった。
2015年は5月9日・5月10日の土日に対中日ドラゴンズ2連戦が両日とも13:00開始のデーゲームで開催された。
2016年は7月2日・3日の土日に巨人戦が開催された。2日はナイトゲーム・3日はデーゲームで開催された。
2017年・2018年の2年間、ヤクルト主管公式戦は組まれていなかったが、2019年は6月29日・6月30日の土日に対読売ジャイアンツ戦が3年ぶりに開催された。
2023年6月27日には対読売ジャイアンツ戦が組まれているが、ヤクルト主催ではなく11年ぶりの巨人主催試合として開催される予定で、入場開門されたが、開始直前に豪雨となり開催中止となった。しかし、中止後、防水シートが掛けられたグラウンドに、巨人軍のウォーカーとブリンソンがヘッドスライディングのパフォーマンスを披露して湧かせた。
広島東洋カープとの対戦は2019年現在実績がない。なお、広島球団は秋田県において競合局の秋田放送の共催で八橋球場（2002年まで）やこまちスタジアム（2003年）で主催試合を開催していた。2002年はヤクルト戦が組まれていたが雨天中止となった。

### プロ野球オールスターゲーム誘致
2011年8月30日、秋田県と秋田市が連名で、「2014年のプロ野球オールスターゲームを当球場に誘致したい」との要望書を、日本野球機構（NPB）の事務局長に対して提出した。9月9日には、佐竹敬久知事が「秋田県で開催される国民文化祭に合わせての開催を要望する」と表明した。これに対し、NPBは「地方開催を行うかどうかも決まっていない」と答えたという。その後、同年10月25日、石井浩郎参議院議員 と佐竹知事、穂積志秋田市長がNPBを訪問し、加藤良三コミッショナーにオールスター開催の要望書を提出した。石井参院議員は「秋田ではまだ一度もオールスターが開催されていない。子どもたちの一生の思い出になるよう優先的に開催してほしい」とコメントしている。
しかし、この要望は通らず、2014年のオールスターゲームは第1戦は西武ドーム、第2戦は阪神甲子園球場で行われた。

### プロ野球フレッシュオールスターゲーム開催
2012年9月20日、NPBは2013年のプロ野球フレッシュオールスターゲームを当球場で開催することを発表。試合は7月18日に開催された。東北地方でのフレッシュオールスターゲーム開催は2008年の山形蔵王タカミヤホテルズスタジアム（現：荘内銀行・日新製薬スタジアムやまがた＝山形県野球場）以来2度目となる。
試合はイースタン・リーグ代表で秋田県出身の木村優太投手が最後の2イニングを無失点で抑え、7-1で全イースタンが勝利。木村は優秀選手賞の1人として選ばれた。なお、同じく秋田県出身の石山泰稚も出場予定であったが、マツダオールスターゲーム2013に選出されたため、代わりに徳山武陽が出場した。

## 施設命名権
秋田県は2008年春、当球場と秋田県立総合プール、秋田県立男鹿水族館(GAO)の3施設について施設命名権（ネーミングライツ）の売却先の募集実施を決定し、3月31日から5月19日まで募集を行った。いずれも契約期間は3年間、年間契約額はGAOを1,000万円、こまちスタジアムと総合プールを各500万円に設定し、それぞれ呼称に「GAO」「こまちスタジアム」「プール」を組み入れることを条件としていたが、3施設とも締切日までに応募企業は現れなかった。募集を担当した県総務課の担当者は「金額は他県の例を参考に決めた。料金が高すぎたのか、愛称を組み込む条件だったのか、原因は分からない。問い合わせでも指摘はなかった」と説明した。
これを受けて県は5月22日に「広告事業審査会」を開いて応募条件の再検討などを行い、再募集に向けて企業訪問などを行ったものの景気低迷などの影響で企業側の反応は鈍く、結局同年末までに施設命名権の導入を一時中止する運びとなった。
その後2010年5月には命名権の売却に向けて検討作業が再開されたものの、やはり売却先は現れず、結局売却計画は3施設とも具体化に至っていない（2011年1月現在）。

## 施設概要
- 2003年3月完成
- グラウンド面積：14,397m2
- 両翼：100m、中堅：122m
- バックストップ：20m
- 内野：黒土、外野：天然芝
- スコアボード：磁気反転式

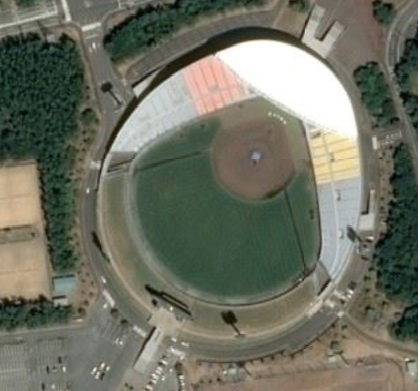
衛星図

  - 2011～12年の冬季閉鎖期間に、カウント表示部が「SBO」から国際規格である「BSO」に変更された。
- ナイター照明設備：6基（鉄塔4基、膜屋根設置2基）
  - 投捕間：2400Lx、内野：2000Lx、外野：1200Lx（照度可変）
- 収容人員：25,000人
  - 内野：15,000人（背もたれ付個別シート、個別シート、ベンチシート）
    - 座席の取り扱いは、開場からしばらくは、バックネット裏から両外野へ向かって、S席（背もたれ付個別シート）、A席（個別シート）、B席（ベンチシート）とされることが多かったが、近年のプロ野球の試合では、個別シート席の下段をS席として販売したり、同じく個別シート席の上段をB席として販売されるケースもあり、必ずしも統一されていない。
    - 個別シート席は一塁側がオレンジ、三塁側がイエローの配色となっている（上記写真参考）。これは設計にあたり「いつかこの球場で『伝統の一戦』である巨人対阪神戦が行なわれて欲しい」という願いを込め、両チームのイメージカラーを使用しているとされる[14]。

  - 外野：10,000人（芝生席）
  - 車椅子スペース：40席
  - スタンド入口は、球場正面（ネット裏）のメインエントランスと、外野（バックスクリーン裏）のバックエントランスの計2箇所。内野・外野の通路は繋がっているため、どちらの入口からでも双方のスタンドに入ることができる。
- 正面ロビーに、秋田県出身プロ選手と、高校野球の歴代優勝校に関する展示あり
- レフト側芝生席後方には軟式野球・ソフトボールに対応した最大4面（照明8基）の運動広場がある。[15][16]

### 参考・旧県立球場

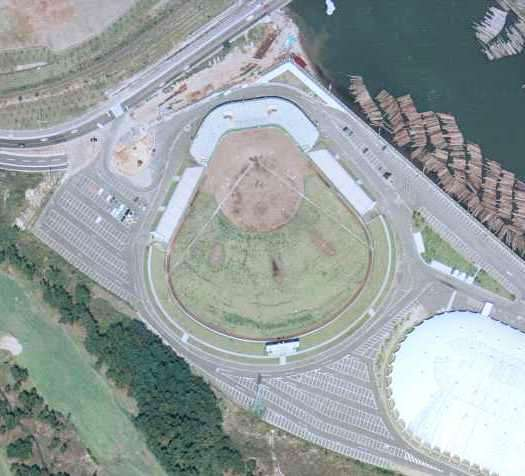
1975年撮影の旧県立球場

- 1972年竣工、2002年閉鎖
- 両翼97.5m、中堅122m
- 内野:土、外野:天然芝
- 収容人員:12000人
- ナイター照明設備:なし
- スコアボード:パネル式

## 交通
- 東日本旅客鉄道秋田駅西口バスターミナル2番のりばより秋田中央交通バス「県庁市役所経由 県立プール」行で「こまちスタジアム前」下車すぐ
  - プロ野球等開催時は秋田駅西口より臨時バス運行あり
- 秋田自動車道・秋田南ICより約20分（約15km）。秋田北ICから約15分。秋田中央ICから約30分。
- 日本海東北自動車道・岩城ICより約23km
- 国道7号秋田北バイパス・蛭根交差点より西へ約1.2 km。秋田県道65号寺内新屋雄和線沿い。
  - なお、プロ野球開催時には周辺に臨時駐車場が設けられ、特に収容台数が多い旧秋田空港跡地には、こまちスタジアムとの間を連絡するシャトルバスが運行される。